# Пица Хът
„Пица Хът“ (на английски: Pizza Hut) е американска компания, притежаваща верига закусвални за бързо хранене, популярна с предлагането на пици.
Компанията е основана през 1958 година от братята Франк и Дан Карни, студенти от Университета в град Уичита, щата Канзас, САЩ.

## История
През 1957 година братята Франк и Дан Карни взимат назаем от майка си Кати (семейството притежавало магазин) 600 щатски долара, за да отворят пицария. Закупуват оборудване втора употреба и наемат малка сграда, на няколко пресечки от семейния магазин. В тази сграда отварят първия си ресторант, чийто покрив наподобявал покрив на хижа, което братята използват като запазена марка в логото на компанията. За кратко време пиците стават много популярни в града и околностите.
Още през следващата година започват да се разрастват, създавайки първия франчайзинг в Топика, Канзас. До 1970 година в страната има 310 закусвални и същата година компанията излиза на Нюйоркската фондова борса, където ценните книжа на компанията се предлагат с индекса PIZ.
През 1977 година „Пица Хът“ е закупена от гиганта „Пепси Ко“. През 1997 година „Пица Хът“, заедно с „Кентъки Фрайд Чикън“ и „Тако Бел“ се откъсват от „Пепси“ и се обединяват в новата компания Tricon Restaurants International. През 2002 година Tricon Restaurants International влиза в състава на Yum! Brands, която присъединява, освен тези 3 гиганта, и още 2 вериги за бързо хранене – „Лонг Джон Силвър“ и A&W Restaurants, превръщайки се по този начин във 2-рата по оборот компания в света след „Макдоналдс“.

## По света

### Алжир
Отварянето на закусвалня от веригата Пица Хат в Алжир е последвано от голям успех, затова компанията планира да отвори още една през 2008 година, които ще бъдат последвани от нови 5 през 2009, за да достигнат бройката 25 през 2012 година.

### Андора
В Андора има две закусвални на компанията: един в Ескалдес и един Мерикстел.

### Австралия
Пица Хът отваря първият си закусвални в Австралия, през 1970 година в Сидни. През 1982 година закусвалните вече наброяват 267, а от 1983 година компанията разширява услугите които предлага с доставки по домовете. През 1987 година придобива компанията за доставка по домовете Dial-a-Dino's, използвайки впоследствие разработената мрежа на фирмата за доставка. През новия век Пица Хът отваря закусвални и в метрото, като към 2008 година те вече надхвърлят 300.

### Бангладеш
Пица Хат отваря врати в Бангладеш на 6 декември 2003 година. Компанията предлага своите продукти чрез 2 закусвални в Дака и една в Читагонг.

### България
Първата закусвалня от веригата Пица Хът в България е отворена през юни 1995 година в София, разположена близо до Националния стадион „Васил Левски“.

### Китай
Първият закусвалня в най-моголюдната страна в света е отворен в континенталната част на страната, на 1 декември 1990 година, в столицата Пекин. Пица Хът на китайски се изписва като – 必胜客. През 1998 година е отворена закусвалня в Шанхай.
Към 2007 година в китай има над 200 закусвални от веригата, включително и първия който предлага монголска кухня, разположен в Хохот.
В Хонг Конг закусвални на Пица Хът има още от 1981 година, по времето когато острова е управляван от британците. В Хонг конг има 54 закусвални, предлага се доставка по домовете, предлагайки пица, паста, лазаня и печен ориз

### Германия
През 1960 година отваря врати първата закусвалня на Пица Хът в Германия, която е ѝ едина от първите в Европа, закусвални на веригата има в почти всички големи градове на страната, като общият им брой е 53.

### Коста Рика
Първата закусвалня Пица Хът е отворена в Сан Хосе през 1972 година. Към 2007 година има 20 постоянни и 14 мобилни закусвални.